# Edmondo De Amicis
Edmondo De Amicis (31 tháng 10 năm 1846—12 tháng 3 năm 1908), phiên âm tiếng Việt: Ét-môn-đô Đơ A-mi-xi, là một nhà văn, nhà báo và nhà thơ người Ý. Ông được biết đến với những tác phẩm dành cho thiếu nhi chứa nhiều ý nghĩa và những bài học sâu sắc, các tác phẩm ấy nổi tiếng trên toàn thế giới. Nổi tiếng nhất là tác phẩm Những tấm lòng cao cả.

## Tiểu sử
De Amicis sinh tại Oneglia, thành phố biển Imperia của xứ Liguria, Italia. Ông vào trường quân đội ở Modena và trở thành sĩ quan trong quân đội của Vương quốc Ý.
Ông chiến đấu trong trận Custoza trong cuộc chiến giành độc lập lần thứ 3 trong hàng ngũ quân đội Ý chống lại đế quốc Áo. Nước nhà độc lập, ông rời bỏ quân ngũ. Sau khi rời quân ngũ ông viết về các trải nghiệm chiến trường trong quyển La vita militare ("Cuộc đời quân ngũ", 1868) tại Florence, đăng lần đầu trong tạp chí của Bộ quốc phòng Ý. Năm 1870 ông làm cho tạp chí La Nazione ở Roma, những trải nghiệm làm báo là cơ sở cho ông viết những tác phẩm du ký sau này như: Spagna (1873), Olanda (1874), Ricordi di Londra (1874), Marocco (1876), Costantinopoli (1878), Ricordi di Parigi (1879), Madome Akoroba (1883).
Các tác phẩm của De Amicis mang dấu ấn chủ nghĩa quốc gia yêu nước sâu sắc, về sau lại trộn lẫn với xu hướng dân chủ xã hội. Năm 1896 ông gia nhập Đảng Xã hội Ý.
Các tác phẩm về sau bao gồm: Sull'oceano (1889) viết về hoàn cảnh cực khổ của người Ý hải ngoại, Il romanzo di un maestro (1890), Amore e ginnastica (1892), Maestrina degli operai (1895), La carrozza di tutti (1899), L'idioma gentile (1905), và Nuovi ritratti letterari e artistici (1908).
Những năm cuối đời là những ngày khó khăn của De Amicis, cái chết của người mẹ gây nên cú sốc trong ông cộng với tình trạng cãi vã liên miên với vợ (hậu quả dẫn đến việc người con thứ hai Furio tự tử vì đau khổ). Thời kì này ông sống biệt lập với bên ngoài cho đến khi mất năm 1908 tại Bordighera.

## Những tấm lòng cao cả
Cuốn sách Những tấm lòng cao cả xuất bản ngày 17 tháng 10 năm 1886 là ngày tựu trường ở Ý. Ngay lập tức tác phẩm đạt được thành công vang dội, chỉ sau vài tuần đã có đến bốn mươi phiên bản tiếng Ý, cũng như được dịch ra các thứ tiếng khác. Tác phẩm này chính là tác phẩm đưa De Amicis ra phạm vi toàn thế giới, khiến nhà văn vốn không chuyên viết cho thiếu nhi nổi tiếng trong làng các tác phẩm viết cho thiếu nhi. Một phần tác phẩm là sự phản ánh giai đoạn thiếu nhi của hai người con trai ông.